# Ilha Guaraqueçaba
A Ilha Guaraqueçaba é uma ilha brasileira situada no litoral norte do Paraná, a 200Km de Curitiba, onde 80Km são de estradas de barro. Sendo municípios vizinhos Paranaguá, e Antonina. A ilha pertence ao município de Guaraqueçaba.